# Ulrich Seiler
Ulrich Seiler (* 13. April 1952 in Langenbach bei Bad Marienberg (Westerwald)) ist ein deutscher Politiker (SPD).

## Leben und Beruf
Nachdem er 1966 die Volksschule abgeschlossen hatte, machte Seiler eine Lehre als Industriekaufmann. Er war dann beim Bundesgrenzschutz und als Industriekaufmann beschäftigt, und studierte an der Abendschule Betriebswirtschaft. Seit 1975 arbeitet er als Verwaltungsangestellter der Verbandsgemeinde Bad Marienberg. Seiler ist verheiratet und hat zwei Kinder.

## Politik
Seiler ist seit 1978 Mitglied der Gewerkschaft Öffentliche Dienste, Transport und Verkehr, später Ver.di, und trat 1987 in die SPD ein. Im Jahr 1994 wurde er in den Kreistag des Westerwaldkreises gewählt. Am 18. Mai 2001 wurde Seiler als Nachfolger für Hendrik Hering, der als Direktkandidat den Wahlkreis Bad Marienberg (Westerwald)/Westerburg gewonnen hatte, Abgeordneter im Landtag von Rheinland-Pfalz. Im Landtag war er Mitglied im Ausschuss für Gleichstellung und Frauenförderung, im Petitionsausschuss sowie in der Strafvollzugskommission. Nach der Wahl 2006 schied er aus dem Landtag aus. Im Jahr 2004 wurde er Erster Beigeordneter der Stadt Bad Marienberg.